# Cardinale
Cardinale é uma comuna italiana da região da Calábria, província de Catanzaro, com cerca de 2.615 habitantes. Estende-se por uma área de 31 km², tendo uma densidade populacional de 84 hab/km². Faz fronteira com Argusto, Brognaturo (VV), Chiaravalle Centrale, Davoli, Gagliato, San Sostene, Satriano, Simbario (VV), Torre di Ruggiero.

## Demografia
| Variação demográfica do município entre 1861 e 2011                               |
|                                                                                   |
| Fonte: Istituto Nazionale di Statistica (ISTAT) - Elaboração gráfica da Wikipedia |